# Мартынец, Алексей Викторович
Алексей Викторович Мартынец (13 марта 1985, Минск) — белорусский футболист, полузащитник.

## Биография
Воспитанник футбольной школы «Смена» (Минск), первый тренер — Н. Волков. С 2003 года начал играть на взрослом уровне за старшую команду «Смены» (позже переименована в ФК «Минск»), прошёл путь от второй лиги Белоруссии до высшей. Победитель второй лиги (2004), первой лиги (2006). В 2007 году сыграл свои первые матчи в высшей лиге, однако по итогам сезона команда понизилась в классе. С 2008 года выступал только за дубль «Минска» во второй лиге и в первенстве дублёров.
В ходе сезона 2009 года перешёл в клуб высшей лиги «Сморгонь», с которым занял место в зоне вылета. В 2010 году выступал за «Торпедо» (Жодино), стал финалистом Кубка Белоруссии 2009/10, в финальном матче остался в запасе. Принимал участие в матчах Лиги Европы. Сезон 2011 года провёл в «Граните» (Микашевичи) в первой лиге.
В 2012 году перешёл в «Городею», где провёл пять с половиной сезонов, сыграв более 100 матчей. Серебряный призёр первой лиги 2012, 2013 и 2015 годов. С 2016 года со своим клубом играл в высшей лиге. Летом 2017 года покинул «Городею» и безуспешно был на просмотре в литовском «Атлантасе», а последние полсезона профессиональной карьеры снова играл в первой лиге за «Гранит».
Всего в высшей лиге Белоруссии сыграл 71 матч, забил 5 голов.

## Достижения
- Финалист Кубка Белоруссии: 2009/10
- Победитель первой лиги Белоруссии: 2006, 2008 (не играл)
- Серебряный призёр первой лиги Белоруссии: 2012, 2013, 2015